# Carlo Felice Nicolis di Robilant

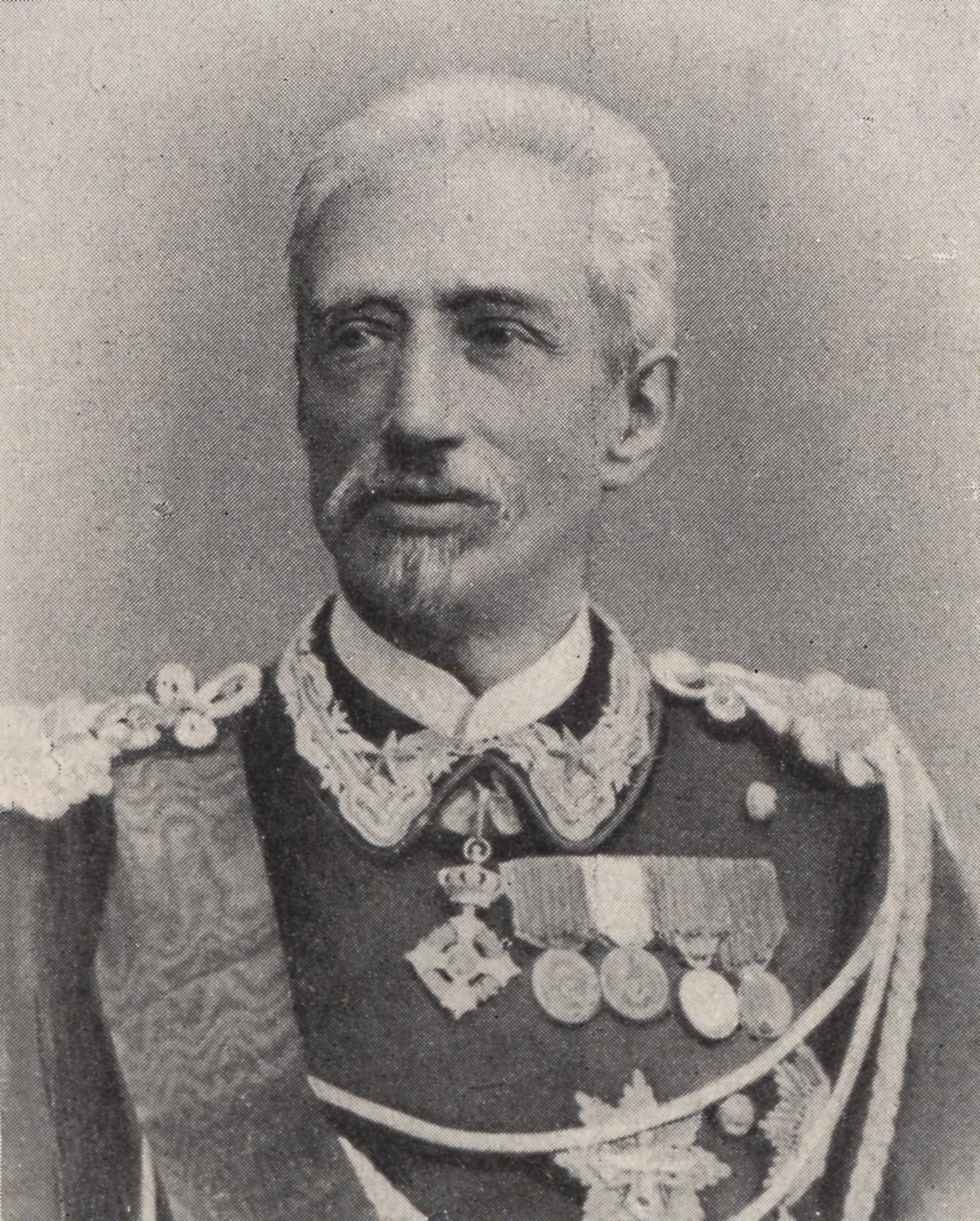
Carlo Felice Nicolis di Robilant

Carlo Felice Nicolis, Graf von Robilant (* 8. August 1826 in Turin; † 17. Oktober 1888 in London) war ein italienischer General und Staatsmann.

## Laufbahn
Robilant besuchte die Militärakademie in Turin und trat dann 1843 als Unterleutnant ins Militär ein, wurde 1846 Leutnant der Artillerie. Er zeichnete sich in der Schlacht von Novara am 23. März 1849 durch große Tapferkeit aus, welche ihm seine linke Hand kostete.
1853 zum Artilleriehauptmann und Adjutanten des Königs Viktor Emanuel II. ernannt, machte er den Feldzug von 1859 mit.
Weitere Stationen seiner militärischen Karriere:
- 1860 Beförderung zum Major
- 1861 Beförderung zum Oberstleutnant im Generalstab
- nach dem Krieg von 1866 Ernennung als Generalmajor
- Direktor der Kriegsakademie

1867 wurde Robilant zum Präfekten von Ravenna ernannt und 1871 Gesandter Italiens am Hof in Wien, 1876 dort auch Botschafter. 1883 erfolgte seine Ernennung zum Senator.
Durch seine Mutter mit dem preußischen Adel, durch seine Gemahlin, eine Gräfin Ficquelmont, mit dem österreichischen verwandt, wusste er das Verhältnis Italiens zu Deutschland und Österreich immer freundschaftlicher zu gestalten und wurde daher, als diese drei Mächte einen engeren Bund schlossen, im Juni 1885 im Kabinett Depretis VII zum Außenminister ernannt; doch trat er schon im März 1887 wegen der Niederlage der italienischen Truppen in der Schlacht bei Dogali von diesem Posten zurück.
Im Juni 1888 zum Botschafter in London ernannt, starb er dort am 17. Oktober 1888.